# Епархия Мпики
Епархия Мпики (лат. Dioecesis Mpikaënsis) — епархия Римско-католической церкви с центром в городе Мпика, Замбия. Епархия Мпики входит в митрополию Касамы. Кафедральным собором епархии Мпики является церковь святого Иосифа.

## История
23 мая 1933 года Римский папа Пий XI издал бреве «Quae catholico», которым учредил миссию sui iuris Луангвы, выделив её из апостольского викариата Ньясы (сегодня — архиепархия Лилонгве) и апостольского викариата Бангвеулу (сегодня — архиепархия Касамы).
1 июля 1937 года Римский папа Пий XI издал буллу «Enascentium Ecclesiarum», которой преобразовал миссию sui iuris Луангвы в апостольский викариат. В тот же день он уступил часть своей территории апостольскому викариату Ньясы и для создания апостольской префектуры Форт-Джеймсона (сегодня — епархия Чипаты), а в него включены новые территории, которые принадлежали апостольскому викариату Бангвеулу и апостольской префектуре Брокен-Хилла (сегодня — архиепархия Лусаки).
До мая следующего года апостольский викариат Луангвы претерпел многочисленные изменения территориальных границ.
8 марта 1951 года апостольский викариат Луангвы был переименован в апостольский викариат Аберкорна.
25 апреля 1959 года Римский папа Иоанн XXIII издал буллу «Cum christiana fides», которой преобразовал апостольский викариат Аберкорна в епархию.
В следующие годы епархия Аберкорна изменяла своё название на другое: 22 ноября 1967 года — на епархию Мбалы; 26 апреля 1991 года — на епархию Мбалы—Мпики; наконец, 9 сентября 1994 года получила своё нынешнее название.
В марте 1995 года курия переехала из Мбалы в Мпику, а в ноябре того же года 4 прихода, в том числе и Мбала, были переданы архиепархии Касамы.
29 октября 2011 года епархия Мпики передала часть своей территории для создания епархии Кабве.

## Ординарии епархии
- священник Alfons Van Sambeck, M.Afr.[1] (26.10.1933 — 1936);
- епископ Heinrich Horst, M.Afr. (21.05.1938 — 1946);
- епископ Joost (Joseph) Van den Biesen, M.Afr. (12.02.1948 — 24.01.1958);
- епископ Adolf Fürstenberg, M.Afr. (11.12.1958 — 21.06.1987);
- епископ Telesphore George Mpundu (7.03.1987 — 1.10.2004), назначен архиепископом-коадъютором Лусаки;
- епископ Ignatius Chama (17.07.2008 — 12.01.2012), назначен архиепископом Касамы;
  - архиепископ Ignatius Chama (12.01.2012 — 23.12.2015) (апостольский администратор);
- епископ Justin Mulenga (с 23 декабря 2015 года).

## Источник
- Annuario Pontificio, Libreria Editrice Vaticana, Città del Vaticano, 2003, ISBN 88-209-7422-3
- Бреве Quae catholico, AAS 26 (1934), стр. 16  (лат.)
- Булла Enascentium Ecclesiarum, AAS 30 (1938), стр. 10  (лат.)
- Булла Cum christiana fides  (лат.)